# アレックス・カー
アレックス・カー（Alex Arthur Kerr、1952年6月16日 - ）は、アメリカ合衆国出身の東洋文化研究者、著述家。京都先端科学大学人文学部教授

## 来歴・人物
メリーランド州ベセスダ生まれ。アメリカ海軍所属の弁護士だった父親に付き添いナポリ、ホノルル、ワシントンD.C.に滞在。1964年に来日。横浜の米軍海軍基地に滞在する。
イェール大学日本学専攻卒業。国際ロータリー奨学生として慶應義塾大学国際センターへ留学（1972年 - 1973年）。留学中にヒッチハイクで日本中を旅し、旅の途中で訪れた徳島県祖谷に感銘を受け約300年前の藁葺き屋根の古民家篪庵を購入し修復する。
ローズ奨学生としてオックスフォード大学ベリオール・カレッジへ留学し中国学学士号、修士号を取得（1974年 - 1977年）。
宗教法人大本国際部基金により再来日し日本の古典美術研究を始める（1977年 - 1997年）。
1989年より、篪庵での生活や歌舞伎、美術コレクションなどに関する自身の経験に沿って、変わりゆく日本の様子を執筆し、「新潮45」にて連載する。1993年にそれらを1冊にまとめた「日本の残像」を出版し、96年には、英訳版「LOST JAPAN」を出版した。
同著書が日本での執筆家活動のはじまりとなり、以降数々の著書を出版している。
2001年には日本の景観、自然環境、公共事業のダメージに伴う観光の低迷など、日本が抱える諸問題について研究したものを、「犬と鬼（DOGS & DEMONS）」にまとめ、出版する。
米国系不動産開発会社トラメル・クロー東京代表（1986年 - 1993年）、国際日本文化研究センター客員助教授（1996年8月 - 1996年12月、指導教授は山折哲雄）を経て、1997年からタイに第二の活動拠点を設けて、タイを中心にミャンマー、インドネシア、ラオスなど東南アジアの文化研究を進める。現在は、日本とタイを行き来しながら、文化活動の幅を広めている。この模様は、2007年に放送された『情熱大陸』（毎日放送制作・TBS系列）で紹介された。
日本では京都の町屋再生事業、コンサルティング事業を手がける株式会社庵（いおり）を2003年に創業し講演、執筆、コンサルティング事業も手がける。
外国人観光客の誘致や各地域での古民家再生、コンサルティング活動等がきっかけとなり、2008年には国土交通省から「Yokoso! Japan大使（現VISIT JAPAN大使）」に任命される。また、同年2月より長崎県北松浦郡小値賀町の「観光まちづくり大使」、2011年5月からは京都府亀岡市の「亀岡観光大使」に任命され、各地でインバウンド観光の促進活動を行う。
2010年1月、タイの文化や風俗を記した英語の著作「BANGKOK FOUND」をタイで出版する。
2010年11月に株式会社庵の取締役会長を退任。その後も長崎県小値賀町における古民家修復を中心としたまち作りのコンサルティングを手がけながら、徳島県三好市、奈良県十津川村など活動の対象を地方へと広めてプロジェクトを進めている。
原点でもある篪庵を拠点として、2005年に特定非営利活動法人篪庵トラストを設立した。
篪庵での宿泊・見学を通じて国内外から多くのゲストを受入れ、祖谷の生活体験を提供している。2009年からは地元の三好市と落合集落で空家改修のプロデュースをはじめる。8件の茅葺き民家を改修し、滞在施設として株式会社ちいおりアライアンスが運営をしている。
著作「美しき日本の残像」で新潮学芸賞（1994年度）を受賞。2019年、文化庁長官表彰。作家活動を通じて司馬遼太郎、白洲正子、松岡正剛らと親交を築いた。
書に対する造形も深く書家としても活動している。

## 主な著作・共著
- 美しき日本の残像（新潮社、1993年）
- Lost Japan（英語版, Lonely Planet Publications 1996年）
- 対談集 九つの問答（司馬遼太郎、朝日新聞社（朝日文庫）、1997年）
- 犬と鬼 -- 知られざる日本の肖像--（講談社、2002年）
- Dogs and Demons:Tale from the Dark Side of Modern Japan（英語版, Hill & Wang 2002年）
- 「日本ブランド」で行こう(That's japan )（ウェイツ 2003年）
- LIVING IN JAPAN（タッシェン・ジャパン 2006年）
- 対談　世流に逆らう（北星社 2012年）小田原山浄瑠璃寺の住職佐伯快勝（さえき かいしょう）との対談
- ニッポン景観論（集英社新書ビジュアル版 2014年）
- 観光亡国論 (中公新書ラクレ　2019年) - 清野由美との共著